# Hailles
Hailles là một xã ở tỉnh Somme, vùng Hauts-de-France, Pháp.

## Địa lý
Thị trấn này tọa lạc hai bên bờ sông Avre và đường D90e, khoảng 10 dặm Anh về phía đông nam của Amiens.

## Dân số
| 1840                                                           | 1874 | 1896 | 1962 | 1968 | 1975 | 1982 | 1990 | 1999 |
| -------------------------------------------------------------- | ---- | ---- | ---- | ---- | ---- | ---- | ---- | ---- |
| 500                                                            | 375  | 325  | 226  | 236  | 219  | 263  | 319  | 332  |
| Số liệu điều tra dân số từ năm 1962, dân số không tính hai lần |      |      |      |      |      |      |      |      |